# Europese kampioenschappen kunstschaatsen 1960

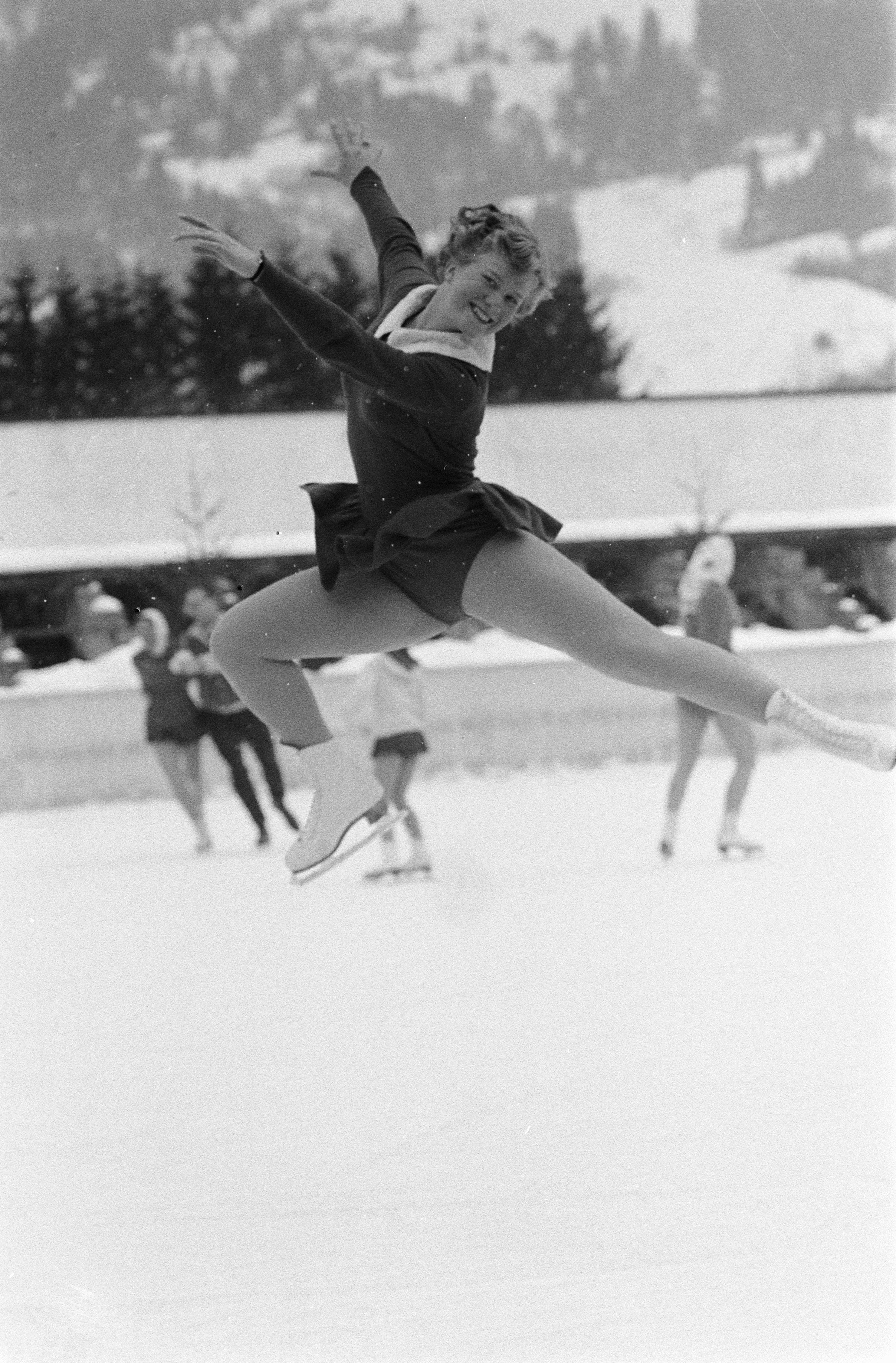
Sjoukje Dijkstra, Europees kampioen bij de vrouwen

De Europese Kampioenschappen kunstschaatsen zijn wedstrijden die samen een jaarlijks terugkerend evenement vormen, georganiseerd door de Internationale Schaatsunie (ISU).
De kampioenschappen van 1960 vonden van 4 tot en met 7 februari plaats in Garmisch-Partenkirchen. Het was de eerste keer dat de EK kampioenschappen hier plaatsvonden. Het was de elfde keer dat een EK kampioenschap in (West-)Duitsland plaatsvond, eerder waren ook Hamburg (1891), Berlijn (1893, 1900, 1907, 1910, 1930, 1936 ), Bonn (1905), Triberg im Schwarzwald (1925) en Dortmund (1953) gaststad voor een EK.
Voor de mannen was het de 52e editie, voor de vrouwen en paren was het de 24e editie en voor de ijsdansers de zevende editie.

## Historie
De Duitse en Oostenrijkse schaatsbond, verenigd in de "Deutscher und Österreichischer Eislaufverband", organiseerden zowel het eerste EK Schaatsen voor mannen als het eerste EK Kunstschaatsen voor mannen in 1891 in Hamburg, in toen nog het Duitse Keizerrijk, nog voor het ISU in 1892 werd opgericht. De internationale schaatsbond nam in 1892 de organisatie van het EK kunstschaatsen over. In 1895 werd besloten voortaan het WK kunstschaatsen te organiseren en kwam het EK te vervallen. In 1898, na twee jaar onderbreking, vond toch weer een herstart plaats van het EK kunstschaatsen.
De vrouwen en paren zouden vanaf 1930 jaarlijks om de Europese titel strijden. De ijsdansers streden vanaf 1954 om de Europese titel in het kunstschaatsen.

## Deelname

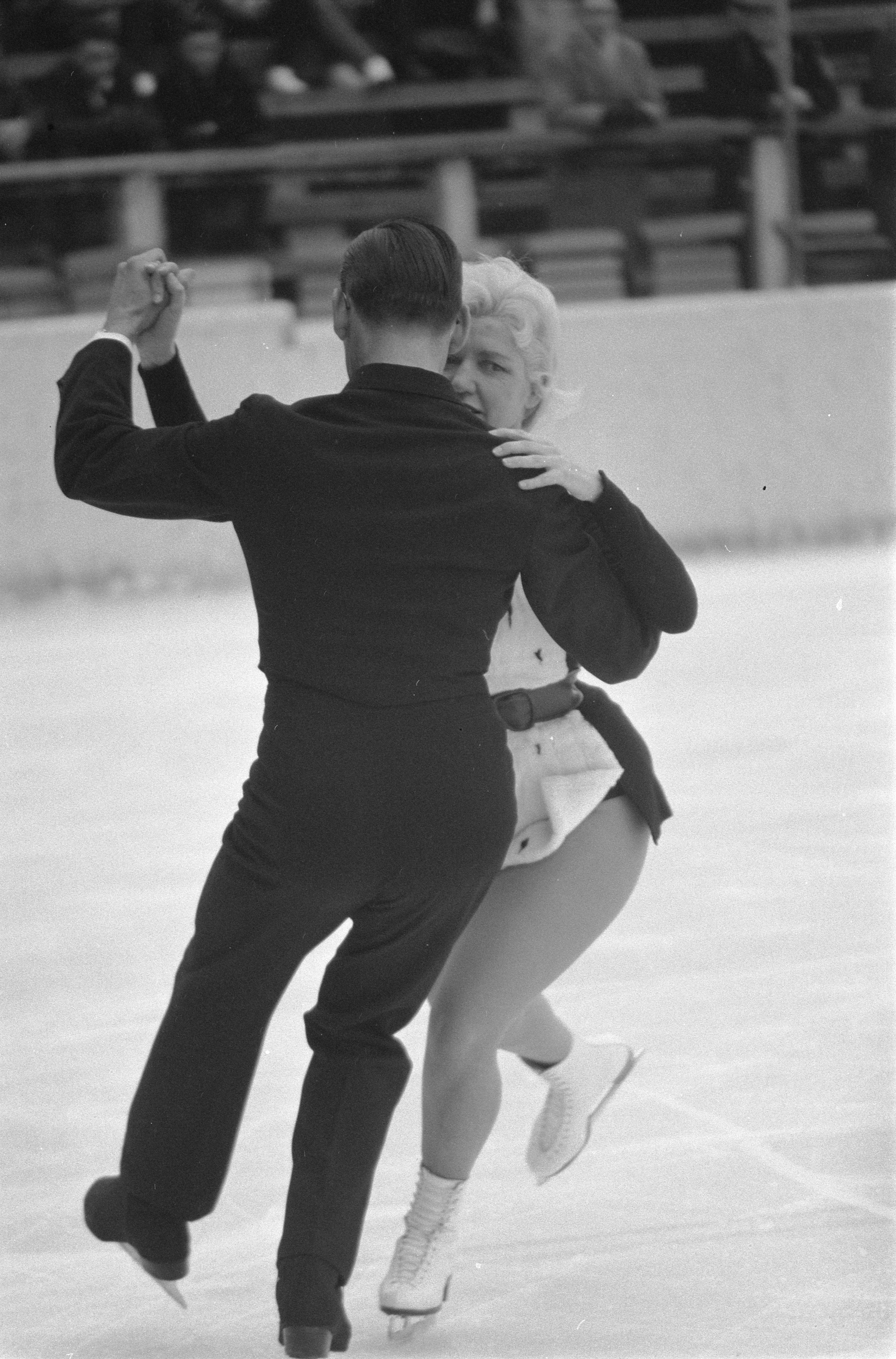
Het echtpaar Odink, de Nederlandse deelnemers bij het ijsdansen

Er namen deelnemers uit een recordaantal van vijftien landen deel aan deze kampioenschappen. Zij vulden een recordaantal van 76 startplaatsen (vier meer dan in 1959) in de vier disciplines in.
Voor België kwam debutante Yvette Busieau uit in het vrouwentoernooi, zij was de vierde Belgische die in dit toernooi uit kwam.
Voor Nederland namen Joan Haanappel (voor de zesde keer) en Sjoukje Dijkstra (voor de vijfde keer) deel in het vrouwentoernooi. Catharina Odink / Jacobus Odink kwamen voor de zesde keer uit bij het ijsdansen.
(Tussen haakjes het totaal aantal startplaatsen over de disciplines.)
| West-Duitsland (12) Oostenrijk (8) Tsjecho-Slowakije (8) Frankrijk (7) Sovjet-Unie (7) | Verenigd Koninkrijk (7) Zwitserland (6) Italië (5) Duitse Democratische Republiek (4) Hongarije (3) | Nederland (3) Noorwegen (2) Polen (2) België (1) Zweden (1) |

## Medaille verdeling
Bij de mannen veroverde Alain Giletti opnieuw de Europese titel, ook van 1955-1957 werd hij Europees kampioen, het was zijn achtste medaille, in 1953, 1954 en 1958, 1959 werd hij tweede. Norbert Felsinger op plaats twee veroverde zijn tweede medaille, in 1959 werd hij derde. Manfred Schnelldorfer op de derde plaats veroverde zijn eerste medaille.
Bij de vrouwen werd Sjoukje Dijkstra de dertiende vrouw en de eerste Nederlandse die de Europese titel veroverde, het was haar tweede medaille, in 1959 werd ze tweede. Regine Heitzer op de tweede plaats veroverde haar eerste EK medaille. Joan Haanappel op plaats drie veroverde haar derde medaille, in 1958 en 1959 werd ze ook derde.
Bij de paren prolongeerden Marika Kilius / Hans-Jürgen Bäumler de Europese titel, het was hun tweede medaille gezamenlijk. Voor Kilius was het haar vijfde medaille, van 1955-1957 werd ze met Franz Ningel derde. Nina Zjoek-Bakoesjeva / Stanislav Zjoek veroverden na 1958 en 1959 opnieuw de tweede plaats. Het duo op plaats drie, Margret Gobl / Franz Ningel, wonnen gezamenlijk hun eerste medaille, het was Ningel zijn vierde medaille.
Bij het ijsdansen stond Courtney Jones voor de vierde opeenvolgende keer op plaats één, in 1957 en 1958 stond hij hier met June Markham en in 1959 en dit jaar met Doreen Denny. Het Franse paar Christiane Guhel / Jean Paul Guhel op plaats twee wonnen hun tweede medaille, in 1959 werden ze derde. Het debutanten paar Mary Parry / Roy Mason eindigden op de derde plaats.
| Discipline | Goud                                | Zilver                                  | Brons                       |
| ---------- | ----------------------------------- | --------------------------------------- | --------------------------- |
| Mannen     | Alain Giletti                       | Norbert Felsinger                       | Manfred Schnelldorfer       |
| Vrouwen    | Sjoukje Dijkstra                    | Regine Heitzer                          | Joan Haanappel              |
| Paren      | Marika Kilius / Hans-Jürgen Bäumler | Nina Zjoek-Bakoesjeva / Stanislav Zjoek | Margret Gobl / Franz Ningel |
| IJsdansen  | Doreen Denny / Courtney Jones       | Christiane Guhel / Jean Paul Guhel      | Mary Parry / Roy Mason      |

## Uitslagen
| #      | naam (deelname)           | land                                    | pc/9   |
| ------ | ------------------------- | --------------------------------------- | ------ |
| Goud   | Alain Giletti (9)         | Vlag van Frankrijk                      | 11     |
| Zilver | Norbert Felsinger (7)     | Vlag van Oostenrijk                     | 20     |
| Brons  | Manfred Schnelldorfer (6) | Vlag van Duitsland                      | 31     |
| 4      | Alain Calmat (7)          | Vlag van Frankrijk                      | 30     |
| 5      | Tilo Gutzeit (5)          | Vlag van Duitsland                      | 43     |
| 6      | Peter Jonas (4)           | Vlag van Oostenrijk                     | 61     |
| 7      | David Clements (2)        | Vlag van Verenigd Koninkrijk            | 62     |
| 8      | Lev Mikhajlov (5)         | Vlag van Sovjet-Unie                    | 78     |
| 9      | Knoel Jolberg             | Vlag van Noorwegen                      | 85     |
| 10     | Robin Jones               | Vlag van Verenigd Koninkrijk            | 81     |
| 11     | Hubert Kopfler (3)        | Vlag van Zwitserland                    | 103    |
| 12     | Heinrich Podhasjsky       | Vlag van Oostenrijk                     | 112    |
| 13     | Francois Pache (6)        | Vlag van Zwitserland                    | 130    |
| 14     | Pavel Fohler (3)          | Vlag van Tsjechië                       | 137    |
| 15     | Bodo Bockenauer (2)       | Vlag van Duitse Democratische Republiek | 133    |
| 16     | Henryk Hanzel (3)         | Vlag van Polen (1928-1980)              | 138    |
| 17     | Sergio Brosio (2)         | Vlag van Italië                         | 147    |
| 18     | Michael Flebbe            | Vlag van Duitse Democratische Republiek | 153    |
| 19     | Valeri Meshkov            | Vlag van Sovjet-Unie                    | 155    |
| 20     | Raymund Wiklander         | Vlag van Zweden                         | 180    |
| -      | Karol Divín (7)           | Vlag van Tsjechië                       | t.z.t. |

| #      | naam (deelname)       | land                                    | pc/9   |
| ------ | --------------------- | --------------------------------------- | ------ |
| Goud   | Sjoukje Dijkstra (5)  | Vlag van Nederland                      | 9      |
| Zilver | Regine Heitzer (3)    | Vlag van Oostenrijk                     | 20     |
| Brons  | Joan Haanappel (6)    | Vlag van Nederland                      | 28     |
| 4      | Karin Frohner (2)     | Vlag van Oostenrijk                     | 46     |
| 5      | Jana Mrázková         | Vlag van Tsjechië                       | 46     |
| 6      | Anna Galmarini (4)    | Vlag van Italië                         | 56     |
| 7      | Patricia Pauley (2)   | Vlag van Verenigd Koninkrijk            | 65     |
| 8      | Jindra Kramperova (5) | Vlag van Tsjechië                       | 80     |
| 9      | Anne Reynolds         | Vlag van Verenigd Koninkrijk            | 91     |
| 10     | Nicole Hassler (2)    | Vlag van Frankrijk                      | 86     |
| 11     | Dany Rigoulet (4)     | Vlag van Frankrijk                      | 93     |
| 12     | Carolyn Krau (4)      | Vlag van Verenigd Koninkrijk            | 123    |
| 13     | Jitka Hlavackova (4)  | Vlag van Tsjechië                       | 116    |
| 14     | Carla Tichatschek (3) | Vlag van Italië                         | 121    |
| 15     | Barbel Martin (2)     | Vlag van Duitsland                      | 140    |
| 16     | Hella Henneis         | Vlag van Oostenrijk                     | 160    |
| 17     | Franzi Schmidt (2)    | Vlag van Zwitserland                    | 153    |
| 18     | Helga Zollner (4)     | Vlag van Hongarije                      | 160    |
| 19     | Ursel Barkey (2)      | Vlag van Duitsland                      | 167    |
| 20     | Liliane Crosa (2)     | Vlag van Zwitserland                    | 177    |
| 21     | Ann Margret Frei      | Vlag van Zweden                         | 179    |
| 22     | Yvette Busieau        | Vlag van België                         | 194    |
| 23     | Edda Jurek (3)        | Vlag van Hongarije                      | 205    |
| 24     | Tatiana Nemtsova (2)  | Vlag van Sovjet-Unie                    | 212    |
| 25     | Anna Karine Dehle (3) | Vlag van Noorwegen                      | 223    |
| 26     | Heidi Steiner         | Vlag van Duitse Democratische Republiek | 223    |
| 27     | Tamara Bratusj        | Vlag van Sovjet-Unie                    | 242    |
| -      | Ina Bauer (4)         | Vlag van Duitsland                      | t.z.t. |

| #      | naam (deelname)                               | land                                    | pc/7 |
| ------ | --------------------------------------------- | --------------------------------------- | ---- |
| Goud   | Marika Kilius (6) Hans-Jürgen Bäumler (5)     | Vlag van Duitsland                      | 10   |
| Zilver | Nina Zjoek-Bakoesjeva (4) Stanislav Zjoek (4) | Vlag van Sovjet-Unie                    | 13   |
| Brons  | Margret Gobl (2) Franz Ningel (5)             | Vlag van Duitsland                      | 20   |
| 4      | Ludmila Belousova (3) Oleg Protopopov (3)     | Vlag van Sovjet-Unie                    | 30   |
| 5      | Hana Dvorakova (4) Karol Vosatka (4)          | Vlag van Tsjechië                       | 34,5 |
| 6      | Marie Hezinova Karel Janouch                  | Vlag van Tsjechië                       | 47   |
| 7      | Diana Hinko (4) Heinz Döpfl (4)               | Vlag van Oostenrijk                     | 52   |
| 8      | Margrit Senf Peter Gobel                      | Vlag van Duitse Democratische Republiek | 56   |
| 9      | Gerda Johner (2) Rudi Johner (2)              | Vlag van Zwitserland                    | 57,5 |
| 10     | Tatiana Zhuk Alexandr Gavrilov                | Vlag van Sovjet-Unie                    | 65   |
| 11     | Rita Blumenberg (2) Werner Mensching (2)      | Vlag van Duitsland                      | 77   |

| #      | naam (deelname)                             | land                         | pc/7   |
| ------ | ------------------------------------------- | ---------------------------- | ------ |
| Goud   | Doreen Denny (2) Courtney Jones (5)         | Vlag van Verenigd Koninkrijk | 7      |
| Zilver | Christiane Guhel (3) Jean Paul Guhel (6)    | Vlag van Frankrijk           | 14     |
| Brons  | Mary Parry Roy Mason                        | Vlag van Verenigd Koninkrijk | 23     |
| 4      | Rita Paucka (5) Peter Kwiet (5)             | Vlag van Duitsland           | 33     |
| 5      | Ann Gross Francis Williams                  | Vlag van Verenigd Koninkrijk | 35     |
| 6      | Elly Thal (2) Hannes Burckhardt (3)         | Vlag van Duitsland           | 41     |
| 7      | Eva Romanova (2) Pavel Roman (2)            | Vlag van Tsjechië            | 45     |
| 8      | Armelle Flichy Pierre Brun                  | Vlag van Frankrijk           | 58     |
| 9      | Margot Nissen Gerhard Mayer                 | Vlag van Duitsland           | 69     |
| 10     | Olga Gilardini Germano Ceccattini (5)       | Vlag van Italië              | 71     |
| 11     | Annick de Trentinian (3) Jacques Mer (2)    | Vlag van Frankrijk           | 75     |
| 12     | Ludovica Boccacci (2) Gianfranco Canepa (3) | Vlag van Italië              | 81     |
| 13     | Gyorgyi Korda Pal Vasahelyi                 | Vlag van Hongarije           | 88     |
| 14     | Helga Michelmayer (3) Gerald Felsinger (3)  | Vlag van Oostenrijk          | 95     |
| -      | Catharina Odink (6) Jacobus Odink (6)       | Vlag van Nederland           | t.z.t. |
| -      | Elzbieta Zdankiewicz Emanuel Koczyba        | Vlag van Polen (1928-1980)   | t.z.t. |

Medaillewinnaars

Mannen · 
Vrouwen ·
Paren · 
IJsdansen

Toernooi

1891 · 
1892 · 
1893 · 
1894 · 
1895 · 
1896-1897 · 
1898 · 
1899 · 
1900 · 
1901 · 
1902-1903 · 
1904 · 
1905 · 
1906 · 
1907 · 
1908 · 
1909 · 
1910 · 
1911 · 
1912 · 
1913 · 
1914 · 
1915-1921 · 
1922 · 
1923 · 
1924 · 
1925 · 
1926 · 
1927 · 
1928 · 
1929 · 
1930 · 
1931 · 
1932 · 
1933 · 
1934 · 
1935 · 
1936 · 
1937 · 
1938 · 
1939 ·
1940-1946 · 
1947 · 
1948 · 
1949 · 
1950 · 
1951 · 
1952 · 
1953 · 
1954 · 
1955 · 
1956 · 
1957 · 
1958 · 
1959 · 
1960 · 
1961 · 
1962 · 
1963 · 
1964 · 
1965 · 
1966 · 
1967 · 
1968 · 
1969 · 
1970 · 
1971 · 
1972 · 
1973 · 
1974 · 
1975 · 
1976 · 
1977 · 
1978 · 
1979 · 
1980 · 
1981 · 
1982 · 
1983 · 
1984 · 
1985 · 
1986 · 
1987 · 
1988 · 
1989 · 
1990 · 
1991 · 
1992 · 
1993 · 
1994 · 
1995 ·
1996 · 
1997 · 
1998 · 
1999 · 
2000 · 
2001 · 
2002 · 
2003 · 
2004 · 
2005 · 
2006 ·
2007 ·
2008 ·
2009 ·
2010 ·
2011 ·
2012 ·
2013 ·
2014 ·
2015 ·
2016 ·
2017 ·
2018 ·
2019 ·
2020 ·
2021 · 
2022 · 
2023 · 
2024 · 
2025

WK kunstschaatsen ·
WK kunstschaatsen junioren ·
Viercontinentenkampioenschap ·
Olympische Spelen